# 16 Sextantis
16 Sextantis är en orange stjärna i Sextantens stjärnbild.
16 Sextantis har visuell magnitud +6,58 och kräver fältkikare för att kunna observeras. Den befinner sig på ett avstånd av ungefär 570 ljusår.